# Anglaspis
Anglaspis is een geslacht van uitgestorven Heterostraci uit het Devoon. Fossielen worden gevonden in mariene lagen van Europa, vanaf de Boven-Silurische periode tot het uitsterven van het geslacht tijdens het Vroeg-Devoon. Net als bij andere cyathaspidiformen, hadden individuen van Anglaspis dorsale en ventrale platen die het voorhoofd, kieuwzakken en neusopeningen bedekten die op het dak van de mondholte lagen. Laat-Silurische soorten Anglaspis worden gevonden in mariene lagen van Wales en Engeland, terwijl de meeste vroege Devoon-soorten worden gevonden in de oude Devoon-lagen van het eiland Svalbard in Noorwegen.

## Kenmerken
De romp en staart van deze ostracoderm waren helemaal bedekt door duidelijke schubben. Boven op de kop bevond zich een groot, ovaal hoofdschild en ver uiteenstaande ogen. De lengte bedroeg ongeveer vijftien centimeter.

## Taxonomie
Anglaspis werd op verschillende tijdstippen geplaatst in de families Cyathaspididae, Poraspididae en in zijn eigen familie Anglaspididae. Momenteel wordt het geplaatst in Ariaspidae met Ariaspis en Listraspis en wordt het beschouwd als nauw verwant aan, zo niet de voorouder van Liliaspis en Paraliliaspis.